# Estado de Occidente
El Estado de Occidente, también llamado Sonora y Sinaloa, fue el nombre que adoptó el actual estado de Sonora desde su erección el 10 de enero de 1824 —ratificado con la publicación de la Constitución de 1824— hasta la elección de Sinaloa con la parte austral del estado el 14 de octubre de 1824 adoptando el nombre de Sonora. Anteriormente se correspondía con la provincia virreinal de Nueva Navarra.
Su primera capital fue El Fuerte y su primer gobernador fue Juan Miguel Riesgo. Su territorio abarcaba los estados mexicanos de Sonora y Sinaloa y el estado estadounidense de Arizona al sur del río Gila, no obstante, gran parte de esta área estaba poblada por el pueblo Yaqui, pima y apaches, que no reconocían la autoridad del Estado mexicano.
La constitución del estado que fue aprobada el 31 de octubre de 1825, imponía que todos los habitantes debían pagar impuestos al estado. Lo cual causó resentimiento en el pueblo yaqui, ya que ahora ellos tenían que pagar impuestos. Lo cual no lo consideraban justo ya que los Yaquis se consideraban a sí mismos un pueblo soberano y libre de la autoridad del estado.
Esto condujo a un estallido de guerra entre los mexicanos y los yaquis (Guerra del Yaqui) con Juan Banderas como el líder de las fuerzas yaquis. Como resultado de esta guerra la capital que era El Fuerte se transfirió a Cosalá y posteriormente, en 1828 a Álamos, que perduró como tal hasta la separación del estado.
Sonora y Sinaloa se dividieron en dos estados en el año de 1830.

## Un estado: Sonora y Sinaloa
En virtud de la Constitución de 1824, Sonora y Sinaloa que una vez fueron un solo gran estado de la República Mexicana, se separaron. La constitución federal se refería a este estado con el nombre de "Sonora y Sinaloa". Sin embargo, en la constitución del estado, aprobada el 31 de octubre de 1825 se utiliza el nombre de Estado de Occidente. La capital del estado de Sonora y Sinaloa estaba en El Fuerte, Sinaloa. El primer gobernador de Sonora y Sinaloa fue Manuel Bernal de Huidobro.

### División política
El Estado de Occidente se dividía en distritos, y estos en partidos:
| Distritos              | Partidos                                      |
| Arizpe                 | ArizpeAltarOposura                            |
| Horcasitas             | HorcasitasOstimuriPitic                       |
| Municipio de El Fuerte | El FuerteÁlamosSinaloa                        |
| Culiacán               | CuliacánCosalá                                |
| San Sebastián          | San SebastiánSan Ignacio de PiaxtlaEl Rosario |

## Identidad Constitucional
El Acta Constitutiva de la Federación del 31 de enero de 1824 formalizó la existencia del Estado de Occidente, misma que al ser ratificada por el Congreso General Constituyente el 4 de octubre del mismo año se refiere a la región como "Sonora y Sinaloa". mientras que la Constitución del nuevo estado, aprobada por su Congreso Constituyente local en 1825, adoptó el nombre de Estado Libre de Occidente.
Esta constitución fue la primera elaborada por oriundos de la región y estaba destinada a regir la vida política de la misma. Un documento extenso que sentó las bases de lo que serían los posteriores textos constitucionales sonorenses. En ella, se planteaba forma de gobierno, definía quiénes eran naturales y ciudadanos del estado, los procedimientos electorales, los  poderes de gobierno, sus ayuntamientos, su milicia, la educación, entre otros temas.
La Constitución del Estado de Occidente y los posteriores textos constitucionales de la región muestran elementos que en la época constituían un horizonte de pensamiento común a los políticos mexicanos, lo que ayuda a entender el hecho de que las constituciones estatales coinciden en gran medida.

## Primeros diarios en la región
Los antecedentes del periodismo sonorense se relacionan con la llegada de la primera imprenta al distrito de Álamos que pertenecía entonces al Estado de Occidente. El primer periódico de la región se publica en el año de 1828 bajo el nombre de La Aurora en Occidente, órgano oficial del gobierno que publicaba semanalmente sus cuatro sencillas páginas tamaño carta.

## Dos estados: Sonora y Sinaloa
El 18 de octubre de 1830, Anastacio Bustamante y Lucas Alamán expidieron el decreto por el que se dio oficialmente la división del Estado de Occidente en los actuales estados de Sonora y Sinaloa.
El 22 de julio de 1830 la Cámara de Diputados aprobó la ley respectiva y el 7 de septiembre lo hizo la de senadores; sin embargo, la ley no fue publicada hasta el 18 de octubre para respetar el plazo estipulado por la Constitución general de la república.